# Got7 (EP)
Got7 è il sedicesimo EP del gruppo sudcoreano Got7, pubblicato il 23 maggio 2022.

## Descrizione
Concluso il contratto con la JYP Entertainment il 19 gennaio 2021 e pubblicato il singolo Encore un mese dopo, i membri dei Got7 si dedicano ad attività soliste per un anno e tre mesi in agenzie differenti. Già dopo aver lasciato la JYP Entertainment, iniziano a lavorare a un nuovo disco, che viene concepito tramite FaceTime, videochiamate, messaggi e riunioni online, visto il trasferimento di Jackson in Cina e di Mark negli Stati Uniti, e le restrizioni agli incontri dettate dalla pandemia di COVID-19 in Corea del Sud. Data la sovrapposizione di diversi impegni all'estero, Mark, Jackson e BamBam non sono in grado di scrivere delle canzoni per l'album, ma partecipano alle altre fasi decisionali in merito a idea, logo, design e concept. Le canzoni da includere vengono selezionate alla cieca tra le demo raccolte, facendo ricadere la scelta su brani composti dai membri del gruppo: delle sei tracce finali, Jay B è autore e compositore di tre, tra le quali l'apripista Nanana, Youngjae di una e Yugyeom di due, di cui Don't Care About Me in collaborazione con Jinyoung. Per la realizzazione dell'EP, la registrazione delle canzoni e le riprese del video musicale sono stati impiegati tre mesi.
Il 22 aprile 2022, JoyNews24 riferisce che il gruppo stia ultimando i preparativi per ritornare sulla scena musicale a maggio. Il 6 maggio vengono lanciati nuovi profili social e un nuovo logo sotto Warner Music Korea, accompagnati dalla frase "Got7 is our name", e tre giorni dopo, viene annunciata l'uscita dell'EP omonimo Got7 e del video musicale del brano Nanana per il 23 maggio 2022. L'intenzione iniziale era di pubblicare il disco per la fine del 2021, ma i tempi si sono allungati per la necessità di far coincidere gli impegni di tutti i membri.
La scelta del proprio nome come titolo del disco è stata dettata dal voler ricordare le proprie radici come boy band della JYP Entertainment e contemporaneamente dal desiderio di fare un rebranding e pubblicare musica che rappresentasse i Got7 appieno, lasciandosi alle spalle il passato. Il concetto è stato reso graficamente attraverso richiami al campo dell'edilizia, a simboleggiare la nuova casa che i Got7 hanno costruito per sé e per il fandom, quest'ultimo simboleggiato dal colore verde del disco. Allo stesso tempo, i membri hanno scelto Nanana come apripista perché, in passato, la musica con la quale avevano brillato maggiormente sul palco era quella prodotta da Jay B: hanno dunque ritenuto che, tornando con una canzone del genere, avrebbero potuto mostrare che fosse quello il loro stile.
Got7 racconta, in una progressione organica e cronologica, la storia del gruppo dal primo incontro con i fan. Siccome il disco rappresenta l'apprezzamento nei loro confronti e contiene musica che sanno piacere ai fan, i Got7 hanno dichiarato che non ci sarebbe stata differenza se l'extended play avesse preso nome dal fandom, IGot7.
Truth è un pezzo R&B con parti rap che parla dei primi passi compiuti da una coppia quando impara a conoscersi, mentre Drive Me to the Moon racconta di come i Got7 possano fare qualunque cosa insieme ai fan, anche arrivare sulla Luna. Nanana è una canzone allegra e cool che combina synth-pop, R&B, trap e loop di chitarra, con la quale i Got7 vogliono portare una risata ai fan e al pubblico, e ha un suono più rilassato e ricco rispetto ai precedenti brani apripista del gruppo. Two racconta della tristezza provata cercando di dimenticare invano un amante, e vede i Got7 fare uso di un registro vocale basso nel ritornello. Don't Care About Me è un brano dance che racchiude i sentimenti nei confronti dei fan comunicando che, a prescindere dalla strada che si percorrerà e dagli ostacoli che si presenteranno, andrà tutto bene se saranno insieme. Il disco è chiuso da Don't Leave Me Alone, che esprime il desiderio che i fan non dimentichino il gruppo quando i membri torneranno a dedicarsi alle attività soliste, assicurando che in futuro pubblicheranno nuova musica insieme.

## Accoglienza
Parlando del disco, Bollywood Hungama l'ha definito "un trionfante ritorno alle loro radici" e concluso la propria recensione con "restando fedeli ai familiari toni R&B e ai morbidi ritmi techno, i Got7 si sono accomodati nello stile musicale del gruppo con una rinnovata consapevolezza della loro arte e un approccio più sfumato".
Nanana è figurata tra le migliori canzoni K-pop del 2022 per Teen Vogue e Cosmopolitan, e nella lista delle migliori canzoni dell'anno di Bandwagon. A proposito dell'uscita di Got7, Tamar Herman ha commentato su Variety a fine anno: "Sebbene una boy band che pubblica un album sia la norma nel K-pop, Got7 è degno di nota perché presenta un passaggio senza soluzione di continuità dall'essere un gruppo idol sotto un'agenzia sudcoreana all'essere artisti autogestiti. Ha stabilito un nuovo standard per l'industria, divergendo dalle controversie contrattuali o dal rebranding artistico che altri gruppi K-pop ora indipendenti hanno dovuto affrontare".

## Tracce
1. Truth – 3:07 (testo: Def., Leon, iHwak – musica: Def., iHwak, HRDR, Leon)
2. Drive Me to the Moon – 3:27 (testo: Ars, Kim Hye-soo – musica: Ars, Boytoy, Disko, Brite Ma, ADN Lewis)
3. Nanana – 3:08 (testo: Def., iHwak – musica: Def., iHwak, Royal Dive)
4. Two – 3:16 (testo: Yugyeom, Distract – musica: Yugyeom, Distract, dr.ahn)
5. Don't Care About Me – 3:12 (testo: Jinyoung, Yugyeom – musica: Distract, Jinyoung, Yugyeom, Ludwig Lindell)
6. Don't Leave Me Alone – 4:06 (testo: Def., iHwak – musica: Def., iHwak, Royal Dive)

Durata totale: 20:16

## Personale
Gruppo
- Mark – rap
- Jay B (Def.) – voce, testi (tracce 1, 3, 6), musiche (tracce 1, 3, 6), controcanto (traccia 1), direzione vocale (tracce 1, 3, 6)
- Jackson – rap
- Jinyoung – voce, testi (traccia 5), musiche (traccia 5)
- Youngjae (Ars) – voce, testi (traccia 2), musiche (traccia 2), arrangiamenti (traccia 2)
- BamBam – rap
- Yugyeom – voce, testi (tracce 4-5), musiche (tracce 4-5), controcanto (tracce 4-5)

Produzione
- Leon – testi (traccia 1), musiche (traccia 1), direzione vocale (traccia 1)
- iHwak – testi (tracce 1, 3, 6), musiche (tracce 1, 3, 6), controcanto (tracce 1, 3-6), direzione vocale (tracce 1, 3, 5-6)
- HRDR – testi (traccia 1), musiche (traccia 1), arrangiamenti (traccia 1), direzione vocale (traccia 1)
- Kim Hye-soo – testi (traccia 2)
- Boytoy – musiche (traccia 2), arrangiamenti (traccia 2), tastiera (traccia 2), batteria (traccia 2), direzione vocale (traccia 2)
- Disko – musiche (traccia 2), arrangiamenti (traccia 2), chitarra (traccia 2), basso (traccia 2)
- Brite Ma – musiche (traccia 2)
- ADN Lewis – musiche (traccia 2), controcanto (traccia 2)
- Royal Dive – musiche (tracce 3, 6), arrangiamenti (tracce 3, 6), direzione vocale (tracce 3, 6)
- Distract – testi (traccia 4), musiche (tracce 4-5), direzione vocale (tracce 4-5), editing digitale (tracce 4-5)
- Dr.ahn – musiche (traccia 4), arrangiamenti (traccia 4), pianoforte (traccia 4), basso (traccia 4), batteria (traccia 4)
- Ludwig Lindell – musiche (traccia 5), arrangiamenti (traccia 5), tutti gli strumenti (traccia 5)
- Hong Young-in – basso (tracce 3, 6)
- Jeon Byung-sun – tastiera (tracce 3, 6)
- Isaac Han – direzione vocale (tracce 4-5)
- Woo Min-jung – registrazione (traccia 4)
- KayOne – registrazione, editing digitale (tracce 3, 6)
- Kwon Yoo-jin – registrazione (tracce 1, 5), editing digitale (traccia 5)
- Jang Woo-young – editing digitale (traccia 4)
- Jung Mo-yeon – editing digitale (traccia 1)
- Peter Hyun – controcanto (traccia 2), editing digitale (traccia 2)
- Oh Dan-young – registrazione
- Gu Jong-pil – missaggio
- Kwon Nam-woo – mastering

## Successo commerciale
Secondo la Circle Chart, Got7 ha venduto 187 481 copie il giorno dell'uscita, 320 978 fino al 28 maggio e 398 959 nel corso del mese. Per la Hanteo Chart, le copie vendute fino al 29 maggio sono invece poco più di 370 000. In Giappone, ha venduto 2 173 copie.
Il disco ha debuttato in Corea del Sud sulla Gaon Weekly Album Chart in seconda posizione; Nanana ha invece esordito in posizione 87 sulla Digital Chart e in posizione 4 sulla componente Download Chart. In quest'ultima sono entrate anche le altre tracce di Got7 nelle posizioni tra 165 e 199.
Non appena pubblicato, Got7 ha raggiunto la prima posizione sulla iTunes Albums Chart in 83 Paesi, salendo nel giro di due giorni a 95 e facendo dei Got7 il secondo gruppo K-pop ad aver superato 90 primi posti sulla iTunes Albums Chart.
È stato il trentottesimo album più venduto del 2022 in Corea del Sud con 459 254 copie.

## Classifiche
| Classifica (2022) | Posizione massima |
| ----------------- | ----------------- |
| Belgio (Fiandre)  | 124               |
| Corea del Sud     | 2                 |
| Giappone          | 49                |
| Slovacchia        | 87                |
| Svizzera          | 27                |
| Ungheria          | 40                |